# Hubert Lyautey
Louis Hubert Gonzalve Lyautey (Nancy, 17 november 1854 - Thorey, 27 juli 1934) was een Franse generaal. Hij was de eerste resident-generaal van Marokko tussen 1912 en 1925. Zijn militaire carrière speelde zich voor een groot deel af in de Franse kolonies.

## Vroege carrière
Hij ging naar de École Spéciale Militaire de Saint-Cyr, een militaire academie. In 1873 studeerde hij af. In 1880 diende Lyautey voor het eerst in de kolonies, in Algerije. Daarna bracht hij enkele jaren in Frankrijk door, onder andere in Saint-Germain bij Parijs. In 1899 werd hij benoemd bij de generale staf in Tonkin (Indochina) waar hij diende onder Gallieni. Hij volgde Gallieni naar Madagaskar. Daar werd Lyautey ernstig ziek en moest hij gerepatrieerd worden naar Frankrijk. In 1900 keerde hij naar Madagaskar terug en werd daar bevelhebber van het zuiden van het eiland. In 1902 werd hij opnieuw naar Algerije gestuurd.

## Marokko
Marokko heeft zijn onafhankelijkheid lang kunnen bewaren tot Sultan Abdelhafid op 30 maart 1912 het verdrag van Fez ondertekende. Hiermee verloren ze hun soevereiniteit aan Frankrijk op het noorden na dat naar Spanje ging doordat het daar al enclaves had. In 1912 werd Lyautey belast met de vestiging van een Frans protectoraat met behoud van de troon voor de Sultan. Lyautey koos ervoor om eerst de steden en de vlakten te pacificeren door samenwerking met de lokale bevolking. Door twee snelle expeditities slaagde hij erin de keizersteden Fez en Marrakesh om te vormen en nieuwe administratieve instellingen op poten te zetten. Vanaf 1914 richtte hij zich op de minder toegankelijke midden-Atlas alwaar bepaalde stammen zich verzetten. 
Als resident-generaal oefende hij in het formeel zelfstandige Marokko de macht uit. Hij deed dit met meer tact dan later zijn opvolgers. Om de vijandige bevolking van de hoofdstad Fez niet te provoceren, bouwde hij een nieuw bestuurscentrum in Rabat. Ook bij andere steden bouwde hij "citées nouvelles" voor de Europeanen. Pas toen hij de stedelijke kust onder controle had, trok hij verder naar het zuiden met zijn troepen. Hij steunde de vorming van grote moderne landbouwbedrijven nabij de steden, en bevorderde ook andere sectoren van de economie.
De riffijnse oorlog (1921-1926) was initieel tegen het Spaanse koloniaal bestuur. De Spaanjaarden gebruikten gifgas om deze te onderdrukken.
In 1924 werd Frans Marokko bedreigd door de opstand in de Rif van Abd el-Krim. Lyautey verzamelde een leger van 150.000 man. Bommen en artilleriegranatan met mosterdgas werden geleverd, maar op voorwaarde dat ze enkel als vergeldingsacties gebruikt werden.  Zijn aanpak werd als te voorzichtig gezien en in 1925 werd Lyautey vervangen door maarschalk Pétain. Met een grote troepenmacht van ene Spaanse-Frans coalitie werd de opstand neergeslaan. Hierop nam Lyautey ontslag als resident-generaal van Frans Marokko.

## Na 1925
Vanuit Marokko verhuisde Lyautey naar het kasteel van Thorey-Lyautey. Het kasteel bevat momenteel nog zijn bibliotheek en archieven en is ingericht als museum. 
Bij zijn overlijden werd het lichaam Lyautey bijgezet in een mausoleum in Rabat. Enkele jaren na de onafhankelijkheid van Marokko werd in 1961 zijn lichaam overgeplaatst naar de Dôme des Invalides te Parijs naast Napoleon. 

## Eerbetoon
- In 1912 werd hij verkozen tot lid van de Académie française.
- De stad Kenitra heette vroeger "Port Lyautey", naar hem vernoemd.
- In Casablanca draagt het prestigieuze Franse Lyceum eveneens zijn naam.
- André Maurois schreef een biografie over hem.
- In Casablanca staat er een ruiterstandbeeld van Lyautey voor het Franse Consulaat op het Muhammad V-plein.
- In de zomer van 2020, tijdens de bloei van de wereldwijde Black Lives Matter-protesten, werd Lyautey's stand beeld in Parijs beklad met anti-koloniale leuzen en de zin "Leve de Rifrepubliek 1921-1926".

## Militaire loopbaan
- Lieutenant: december 1877
- Capitaine: 1882
- Lieutenant-colonel:
- Colonel: 1900[1]
- General de brigade: 1902
- Général de division: 1907
- Maarschalk van Frankrijk (Maréchal de France): 19 februari 1921

## Onderscheidingen
- Legioen van Eer
  - Grootkruis op 17 september 1913[7]
  - Grootofficier op 31 juli 1908[8]
  - Commandeur op 12 juli 1905[7]
  - Officier op 6 september 1902[7]
  - Chevalier op 30 december 1895[7]
- Médaille militaire[9]op 15 september 1915
- Officier in de Orde van Agrarische Verdienste
- Grootkruis in de Leopoldsorde
- Officier in de Orde van de Rijzende Zon
- Ridder in de Orde van Christus
- Orde van Sint-Stanislaus
- Commandeur in de Koninklijke Orde van Cambodja
- Orde van de Draak van Annam
- Orde van de Ster van Anjouan
- Koloniale Medaille
- Herinneringsmedaille aan Marokko (1909)
- Sherifien Orde van Militaire Verdienste
- Grootkruis in de Orde van Sharifian Alawaidis
- Orde van de Heilige Geest
- Grootkruis in de Orde van Sint-Gregorius de Grote in 1930